# Kimmo Nevonmaa
Kimmo Nevonmaa (né le 10 mai 1960 à Savonlinna – mort le 18 septembre 1996 à Helsinki) est un compositeur finlandais.

## Source
- (en) Cet article est partiellement ou en totalité issu de l’article de Wikipédia en anglais intitulé « Kimmo Nevonmaa » (voir la liste des auteurs).